# Freden i Amiens
Freden i Amiens skrevs under den 25 mars 1802 av Joseph Bonaparte och Charles Cornwallis som ett "definitivt fredsavtal" mellan Frankrike och Storbritannien. Genom avtalet lovade britterna att lämna tillbaka Malta till Johanniterorden, Egypten till Turkiet, Ceylon till Nederländerna och Trinidad till Spanien. De erkände också den Franska republiken och kung George III strök "Kung av Frankrike" från sina titlar. Fransmännen lovade att dra sig tillbaka från Neapel och Rom.
Freden kom till sedan den krigshetsande William Pitt fått sluta som premiärminister. Hans ersättare Addington tog genast kontakt med Napoleon, då fransk förstekonsul, med ett fredsförslag. Chefsförhandlare för Frankrike var Charles Maurice de Talleyrand och Joseph Bonaparte och för Storbritannien Robert Jenkinson, lord Liverpool.
Freden varade inte länge; Napoleonkrigen bröt ut redan 1803.